# 印象合唱團
印象合唱團是成立於1958年的美國合唱組合，其風格橫跨嘟·喔普、福音音樂、靈魂樂和R&B。
組合最初名叫The Roosters，是由田納西州查塔努加土生土長的山姆·古登、亞瑟與理察·布魯克斯兄弟組成。在搬到芝加哥後，隨著傑瑞·巴特勒和柯提斯·梅菲爾德的加入而更名為傑瑞·巴特勒與印象合唱團（Jerry Butler & the Impressions）。1962年，在巴特勒與布魯克斯兄弟接連退出之後，印象合唱團與ABC-派拉蒙唱片簽約，並與新成員佛瑞德·凱許一起成為往後最熱銷的靈魂樂藝人之一。梅菲爾德於1970年單飛，李羅伊·哈特森、雷夫·強森、雷吉·托利恩和奈特·艾文斯等後續加入的成員與古登和凱許一起維持組合的運作。
作為搖滾名人堂和聲樂團體名人堂的入選者，印像合唱團最為人知的是他們1960年代的眾多名曲，許多均受到福音音樂影響並成為非裔美國人民權運動中最鼓舞人心的歌曲。此外他們的著名歌曲〈People Get Ready〉於1998年被引入葛萊美名人堂並在2000年獲頒節奏藍調基金會的先鋒獎。直到2018年退休之前，組合的音樂生涯已橫跨60餘年。

## 歷史

### 早年背景
兒時的傑瑞·巴特勒（Jerry Butler）和柯提斯·梅菲爾德（Curtis Mayfield）是在同一個教會合唱團中結識的。兩人在芝加哥當地的幾個福音音樂合唱團裡唱歌，之後在1957年加入一個來自田納西州查塔努加，名叫「The Roosters」的合唱組合，其中成員包含查塔努加在地人的山姆·古登（Sam Gooden）、理察·布魯克斯（Richard Brooks）與他的兄弟亞瑟·布魯克斯（Arthur Brooks）。1958年，The Roosters有了新經紀人艾迪·湯瑪士（Eddie Thomas）、與維傑唱片的唱片合約，以及新名字：傑瑞·巴特勒與印象合唱團。
組合的第一首熱門單曲是1958年的〈For Your Precious Love〉，其在美國流行音樂榜與R&B榜分別拿到第11名與第3名。然而在發行了另一首熱門單曲〈Come Back My Love〉後，巴特勒決定單飛並有著相當成功的個人事業。作為巴特勒的伴奏吉他手、跟著他一起巡演的梅菲爾德在這之後成為組合的主唱與詞曲作家，原The Roosters成員佛瑞德·凱許（Fred Cash）也回歸成為組合的第五個成員。

### 在ABC-派拉蒙唱片的成功
梅菲爾德寫了好幾首巴特勒的早期熱門歌曲，並用賺來的錢讓組合成員全搬到芝加哥去。1961年，他們在那裡與ABC-派拉蒙唱片達成新唱片合約，並發行了後巴特勒時期的第一首單曲：〈Gypsy Woman〉。此曲是他們當時最成功的單曲，在R&B榜上拿下第2名與流行音樂榜的第20名成績。後續的歌曲的表現大多都不如預期，布魯克斯兄弟最終於1962年退出。
印象合唱團以三人組的形式繼續事業，並與音樂製作人強尼·佩特（Johnny Pate）合作，佩特幫助他們轉變成更加蔥鬱的靈魂樂聲響。而結果就是他們1963年的百萬銷售金曲〈It's All Right〉，此曲不僅獲得R&B榜冠軍單曲與流行音樂榜的第4名佳績，也成為組合最知名的歌曲之一。〈It's All Right〉和〈Gypsy Woman〉均收錄在組合1963年的首張專輯《The Impressions》中。
1964年，梅菲爾德以黑人驕傲為主題的歌曲〈Keep On Pushing〉在《告示牌雜誌》R&B榜與流行音樂榜擠進前十強單曲，歌曲名來自同年六月發行的雙榜前十強同名專輯。未來梅菲爾德的作品將具有越來越高的社會和政治意識，包括次年的熱門歌曲和組合最著名的歌曲〈People Get Ready〉。

### 逐漸增強的社會意識
在1960年代中期，印象合唱團經常與誘惑合唱團（The Temptations）、奇蹟樂隊（The Miracles）、四頂尖合唱團（The Four Tops）等摩城唱片藝人比較。印象合唱團1966年的歌曲〈Can't Satisfy〉被發現與摩城藝人艾斯禮兄弟合唱團（The Isley Brothers）的〈This Old Heart of Mine (Is Weak for You)〉有著許多相似之處，於是摩城告了梅菲爾德並要他將詞曲創作與製作組合霍蘭-多澤-霍蘭（Holland–Dozier–Holland）以及希薇雅·莫伊（Sylvia Moy）加入歌曲創作名單裡。儘管如此，〈Can't Satisfy〉依舊是印象合唱團在榜上打進前20名的金曲，此後也成為北方靈魂樂的經典之作。在1965年的〈Woman's Got Soul〉與〈Amen〉後，組合在接下來的三年鮮少有歌曲擠進R&B榜的前十名，直到1968年的〈I Loved and Lost〉（第9名），而同年的冠軍單曲〈We're a Winner〉展現了梅菲爾德更具政治意識的音樂寫作。梅菲爾德與經紀人湯瑪士共同創辦了自有唱片品牌柯湯唱片，並將印像合唱團轉移至旗下。接下來的兩年，組合發行了更多政治訊息主題的歌曲，如〈Choice of Colors〉（1969年）和〈Check Out Your Mind〉（1970年）。
印象合唱團也著名於影響了巴布·馬利與哭泣者樂團（Bob Marley and The Wailers）等其他來自牙買加的斯卡/慢拍搖滾樂團與藝人：哭泣者樂團參考了他們的歌唱/和聲與服裝儀容，也翻唱了不少他們的歌，如〈Keep On Moving〉、〈Long Long Winter〉和〈Just Another Dance〉。巴布·馬利（Bob Marley）甚至提取了〈People Get Ready〉的一部分並用在自己的歌〈One Love/People Get Ready〉上，在1984年作為單曲發行之前，哭泣者樂團曾多次錄製過它。此曲的原始唱片標題僅為〈One Love〉，也並未將梅菲爾德列為詞曲作者（因為當時未對牙買加唱片實施版權法），但收錄於1977年專輯《Exodus》的版本（和1984年的單曲版）將曲名改為〈One Love/People Get Ready〉，並將梅菲爾德列為詞曲作者之一（此曲版權歸屬馬利和梅菲爾德兩人）。除上例以外，印象合唱團被牙買加藝人翻唱的例子還有帕特·凱利（Pat Kelly）翻唱的〈Soulful Love〉、庚音組合（The Heptones）翻唱的〈I've Been Trying〉等。

### 梅菲爾德退出之後
在1970年發行專輯《Check Out Your Mind》後，梅菲爾德也決定單飛。他的個人事業相當成功，特別是他創作並製作的《超級蒼蠅原聲帶》（Super Fly）以及其後一連串如《克勞汀》（Claudine）、《璀璨人生》（Sparkle）、《天才老爹發神威》（Piece of the Action）等電影原聲帶的合作。他繼續為還留在柯湯唱片上的印象合唱團寫歌和製作。李羅伊·哈特森（Leroy Hutson）在梅菲爾德退出之後加入印象合唱團成為新主唱，但因組合表現不盡人意，哈特森於1973年退出。

### 後期發展、獲獎和榮譽
哈特森退出後由新成員雷夫·強森（Ralph Johnson）和雷吉·托利恩（Reggie Torian）頂替。組合在1974年至1975年間有三首R&B榜前五名歌曲：冠軍單曲〈Finally Got Myself Together (I'm a Changed Man)〉與第三名歌曲〈Same Thing it Took〉和〈Sooner or Later〉。1975年，組合獲得了在英國的第一首熱門單曲：在英國單曲排行榜上達到第16名的〈First Impressions〉。1976年，印象合唱團離開柯湯唱片與梅菲爾德，加入億噸唱片旗下並發行他們最後一首熱門歌曲〈Loving Power〉。同年雷夫·強森由奈特·艾文斯（Nate Evans）取代，組合也在這之後跳槽到二十世紀福斯唱片。隨著單曲和專輯的銷量不斷下滑，艾文斯最終於1979年退出，不過在1981年為專輯《Fan the Fire》短暫回歸。
雷吉·托利恩於1983年離團，同年雷夫·強森回歸以及新成員范迪·漢普頓（Vandy Hampton）的加入。此陣容參與了艾瑞克·克萊普頓在專輯《吉他之神啟示錄》的錄製。
印象合唱團分別於1991年和2003年入選搖滾名人堂和聲樂團體名人堂。搖滾名人堂的入選成員為原The Roosters/組合早期的陣容：山姆·古登、傑瑞·巴特勒、理察·布魯克斯、柯提斯·梅菲爾德、亞瑟·布魯克斯、佛瑞德·凱許。
1990年8月13日，梅菲爾德在纽约州布魯克林夫拉特布什的溫蓋特球場（Wingate Field）進行演出時，因為照明設備掉落在他身上而造成頸部癱瘓。儘管如此，他仍持續他的錄製行程，並於1996年發行了他的最後一張專輯《New World Order》。梅菲爾德於1994年獲得葛萊美傳奇獎、1995年獲得葛萊美終身成就獎，並於1999年以個人身分再次入選搖滾名人堂，成為其為數不多的雙重入選者。他於1999年12月26日死於2型糖尿病的併發症，享年57歲。
強森於2001年離團並被威利·基陳斯（Willie Kitchens）取代，此陣容也出現在美國公共電視網的特別節目《R&B 40 and Soul and Inspiration》。漢普頓在2003年退出並於2005年去世。雷吉·托利恩之後回來接替基陳斯之位。印象合唱團為梅菲爾德錄製了致敬專輯《Remembering Curtis》，並由Castle Pie唱片於2001年發行。在2008年，環球唱片公司與旗下河馬唱片發行了《Movin' On Up》—印象合唱團首張影音合輯，包含了與組合成員梅菲爾德、古登和凱許的訪談內容，以及收錄了組合和梅菲爾德的經典歌曲和現場表演影片。組合的兩首金曲：〈For Your Precious Love〉和〈People Get Ready〉，在《滾石雜誌》的「史上最偉大的500首歌曲」中分別排名第327名和第24名。另外，組合的合輯《The Anthology: 1961–1977》也在《滾石雜誌》的「史上最偉大的500張專輯」中名列第179名。

### 重新浮現在世人眼前
2011年，印象合唱團開始與來自德國靈魂力量組織（Soulpower organization）的DJ Pari合作直到組合2018年退休為止。2012年，他們在倫敦的巴比肯藝術中心與曼徹斯特的布里奇沃特音樂廳進行在英國的首次公開表演，然後前往西班牙馬德里。2012年7月，他們參加了官方在紐約市艾弗里·費雪廳舉行的柯提斯·梅菲爾德70週年誕辰致敬音樂會。2013年7月，印象合唱團藉達蓬唱片發行了三十多年來的第一張7英寸黑膠單曲唱片〈Rhythm!〉，此曲由佛瑞德·凱許、山姆·古登和雷吉·托利恩錄製，並由達蓬之王（The Dap-Kings）的吉他手賓奇·葛里普泰（Binky Griptite）製作，B面歌曲〈Star Bright〉也是由葛里普泰所寫。〈Rhythm!〉原先是梅菲爾德於1960年代中期創作並給了梅傑·蘭斯（Major Lance）演唱。
2013年8月，印象合唱團的前成員李羅伊·哈特森對Young Jeezy和其他人提起申訴，指稱Jeezy的歌曲〈Time〉中非法納入印象合唱團歌曲〈Getting it On〉於1973年在美國版權局註冊的器樂部分採樣。
亞瑟·布魯克斯（1932年c.出生於田納西州查塔努加）於2015年11月22日逝世，享年82歲。
雷吉·托利恩（1950年11月22日出生於伊利諾州芝加哥）於2016年5月4日死於心臟驟停，享年65歲。
雷夫·強森（1949年10月6日出生於南卡羅萊納州格林維爾）於2016年12月4日在皮蒙特去世，享年67歲。
2015年，前《美國偶像》參賽者與電視音樂劇《歡樂合唱團》的錄音室歌手傑曼·普利福瑞（Jermaine Purifory）加入印象合唱團成為其新主唱，他與組合持續合作到2018年組合退休為止。
2018年9月，印象合唱團開始了他們的首次日本巡迴演唱會，這也是他們成立60週年的告別巡迴演唱會。組合在東京和大阪的Billboard Live場館上進行了六場演出。
2019年6月25日，《紐約時報雜誌》回報印象合唱團在內的上百名藝人的錄音素材在2008年環球工作室大火中付之一炬。

## 成員
- 傑瑞·巴特勒（Jerry Butler） (1958–1960)
- 柯提斯·梅菲爾德（Curtis Mayfield） (1958–1970；1999年去世)
- 山姆·古登（Sam Gooden） (1958–2018)
- 亞瑟·布魯克斯（Arthur Brooks） (1958–1962；2015年去世)
- 理察·布魯克斯（Richard Brooks） (1958–1962)
- 佛瑞德·凱許（Fred Cash） (1960–2018)
- 李羅伊·哈特森（Leroy Hutson） (1970–1973)
- 雷夫·強森（Ralph Johnson） (1973–1976、1983–2000；2016年去世)
- 范迪·漢普頓（Vandy Hampton） (1983–2003；2005年去世)
- 奈特·艾文斯（Nate Evans） (1976–1979)
- 雷吉·托利恩（Reggie Torian） (1973–1983、2003–2016；2016年去世)
- 蓋瑞·安德伍德（Gary Underwood） (1992–2001)
- 威利·基陳斯（Willie Kitchens） (1999–2002)[16][17]

## 作品
錄音室專輯
- 《The Impressions（英语：The Impressions (album)）》（1963年8月）
- 《The Never Ending Impressions（英语：The Never Ending Impressions）》（1964年）
- 《Keep On Pushing（英语：Keep On Pushing）》（1964年6月）
- 《People Get Ready（英语：People Get Ready (The Impressions album)）》（1965年2月）
- 《One by One（英语：One by One (The Impressions album)）》（1965年）
- 《Ridin' High（英语：Ridin' High (The Impressions album)）》（1966年）
- 《The Fabulous Impressions（英语：The Fabulous Impressions）》（1967年）
- 《We're a Winner（英语：We're a Winner (album)）》（1968年）
- 《This Is My Country（英语：This Is My Country (The Impressions album)）》（1968年11月）
- 《The Versatile Impressions（英语：The Versatile Impressions）》（1969年）
- 《The Young Mods' Forgotten Story（英语：The Young Mods' Forgotten Story）》（1969年5月）
- 《Check Out Your Mind!》（1970年）
- 《Times Have Changed》（1972年）
- 《Preacher Man》（1973年）
- 《Finally Got Myself Together》（1974年）
- 《First Impressions》（1975年）
- 《Loving Power》（1976年）
- 《It's About Time》（1976年）
- 《Come to My Party》（1979年）
- 《Fan the Fire》（1981年）

## 外部鏈結
- 印象合唱團在Allmusic上的頁面
- 聲樂團體名人堂上的印象合唱團網頁
- 《滾石雜誌》網站上的印象合唱團 （页面存档备份，存于）
- The Impressions in-depth interview by Pete Lewis, 'Blues & Soul' June 2011 （页面存档备份，存于）
- The Impressions - Early Years (1958 - 1962) （页面存档备份，存于）
- Their album The Complete A &B Sides 1961 to 1968 won Rhapsody's Album of the Day on June 27, 2010